# 第9屆亞洲電影大獎
第九屆亞洲電影大獎是由香港國際電影節協會主辦，並於2015年3月25日在澳門舉行，《推拿》获得最佳影片， 廖凡凭借《白日焰火》获得最佳男主角，最佳影片许鞍华凭借《黄金时代》获得最佳导演。

## 名單
注：粗體字代表名單為獲獎
| 獎項       | 名單                                      | 地區            |
| 最佳影片   | 推拿                                      | 中国大陆        |
| 最佳影片   | 海德爾                                    | 印度            |
| 最佳影片   | 白日焰火                                  | 中国大陆        |
| 最佳影片   | 自由之丘                                  |                 |
| 最佳影片   | 半世紀的諾言                              |                 |
| 最佳影片   | 只在那裡閃耀                              | 日本            |
| 最佳導演   | 許鞍華（黃金時代）                        | 香港、 中国大陆 |
| 最佳導演   | 塚本晉也（野火）                          | 日本            |
| 最佳導演   | Lav DIAZ（驕陽逼近）                      | 菲律賓          |
| 最佳導演   | Vishal BHARDWAJ（海德爾）                 | 印度            |
| 最佳導演   | 洪尚秀（自由之丘）                        |                 |
| 最佳導演   | 婁燁（推拿）                              | 中国大陆        |
| 最佳男主角 | 廖凡（白日焰火）                          | 中国大陆        |
| 最佳男主角 | 加瀨亮（自由之丘）                        |                 |
| 最佳男主角 | 劉青雲（竊聽風雲3）                       | 香港            |
| 最佳男主角 | 阮經天（軍中樂園）                        | 臺灣            |
| 最佳男主角 | 崔岷植（鳴梁海戰）                        |                 |
| 最佳男主角 | 佐藤健（浪客劍心：傳說落幕篇）            | 日本            |
| 最佳女主角 | 裴斗娜（道熙啊）                          |                 |
| 最佳女主角 | 鞏俐（歸來）                              | 中国大陆        |
| 最佳女主角 | 趙薇（親愛的）                            | 香港、 中国大陆 |
| 最佳女主角 | Kalki KOECHLIN（Margarita, With A Straw） | 印度            |
| 最佳女主角 | 宮澤理惠（紙之月）                        | 日本            |
| 最佳女主角 | 湯唯（黃金時代）                          | 香港、 中国大陆 |
| 最佳男配角 | 王志文（黃金時代）                        | 香港、 中国大陆 |
| 最佳男配角 | 秦昊（推拿）                              | 中国大陆        |
| 最佳男配角 | 陳建斌（軍中樂園）                        | 臺灣            |
| 最佳男配角 | 趙鎮雄（黑仔刑警）                        |                 |
| 最佳男配角 | 伊藤英明（戀上春樹）                      | 日本            |
| 最佳女配角 | 池脇千鶴（只在那裡閃耀）                  | 日本            |
| 最佳女配角 | 韓藝禮（海霧）                            |                 |
| 最佳女配角 | Tabassum Hashmi（海達爾）                 | 印度            |
| 最佳女配角 | 萬茜（軍中樂園）                          | 臺灣            |
| 最佳女配角 | 黑木華（小小的家）                        | 日本            |
| 最佳新演員 | 张慧雯（歸來）                            | 中国大陆        |
| 最佳新演員 | 都暻秀（Cart）                            |                 |
| 最佳新演員 | 王菀之（金雞SSS）                         | 香港            |
| 最佳新演員 | 登坂廣臣（熱血之路）                      | 日本            |
| 最佳新演員 | 詹懷雲（行動代號：孫中山）                | 臺灣            |
| 最佳编剧   | 刁亦男 《白日焰火》                       | 中国大陆        |
| 最佳编剧   | Kim Seong-hun – A Hard Day                |                 |
| 最佳编剧   | （黃金時代）                              | 香港、 中国大陆 |
| 最佳编剧   | Chaitanya Tamhane – Court                 | 印度            |
| 最佳编剧   | Ryo Takada – The Light Shines Only There  | 日本            |

- 最佳摄影：曾剑 《推拿》
- 最佳美术指导：柳青 《一步之遥》
- 最佳原创音乐：Mikey MCCLEARY 《Margarita，With A Straw》
- 最佳剪接：Gareth EVANS 《突袭2》
- 最佳视觉效果：Rick SANDER, Christoph ZOLLINGER  《一步之遥》
- 最佳造型设计：张叔平 《一步之遥》

## 特別獎
- 终身成就大奖：林权泽（ ）
- 卓越亚洲电影人大奖：中谷美纪（ 日本）

## 外部連結
- 亞洲電影大獎官方網頁 （页面存档备份，存于）